# Kirovský rajón (Krym)
Kirovský rajón (ukrajinsky Кіровський район, rusky Кировский район) je rajón v Autonomní republice Krym na Ukrajině. Hlavním městem je sídlo městského typu Kirovske (Kirovskoje) a rajón má přibližně 52 tisíc obyvatel. 
Od Krymské krize území fakticky ovládá Rusko, které rajón považuje za součást svého federálního subjektu Republika Krym.

## Sídla v rajónu
| Město: - Staryj Krym | Sídlo městského typu: - Kirovske (Kirovskoje) |